# PM1938型迫击炮
苏制PM1938 (M38)120毫米迫击炮是苏联于二战中使用的一款迫击炮。M1938是布朗德1935年型60毫米迫擊炮的一种改进型，是世界上第一种现代化的迫击炮，苏联红军在二战中广泛使用该炮，二战结束后该炮也为苏联盟国长期使用直至越南战争。
它创新性的使用了3个主要部件来减轻重量，其底座的设计尤为精巧，其重量正好是步兵人力可能接受的范型围内。该炮全总285公斤，射程5700m。
德军在二战中也仿制过该炮，型号为GrW 42。